# Junceella antillarum
Junceella antillarum är en korallart som beskrevs av Toeplitz 1919. Junceella antillarum ingår i släktet Junceella och familjen Ellisellidae. Inga underarter finns listade i Catalogue of Life.